# Martelaren van Gorcumkerk (Stampersgat)
De Martelaren van Gorcumkerk was de kerk van de Heilige Leonardus en Gezellen-parochie te Stampersgat. Het is een neogotisch kerkgebouw dat als onderdeel van een architectonisch en cultuurhistorisch waardevol complex is aangewezen als rijksmonument.

## Gebouw

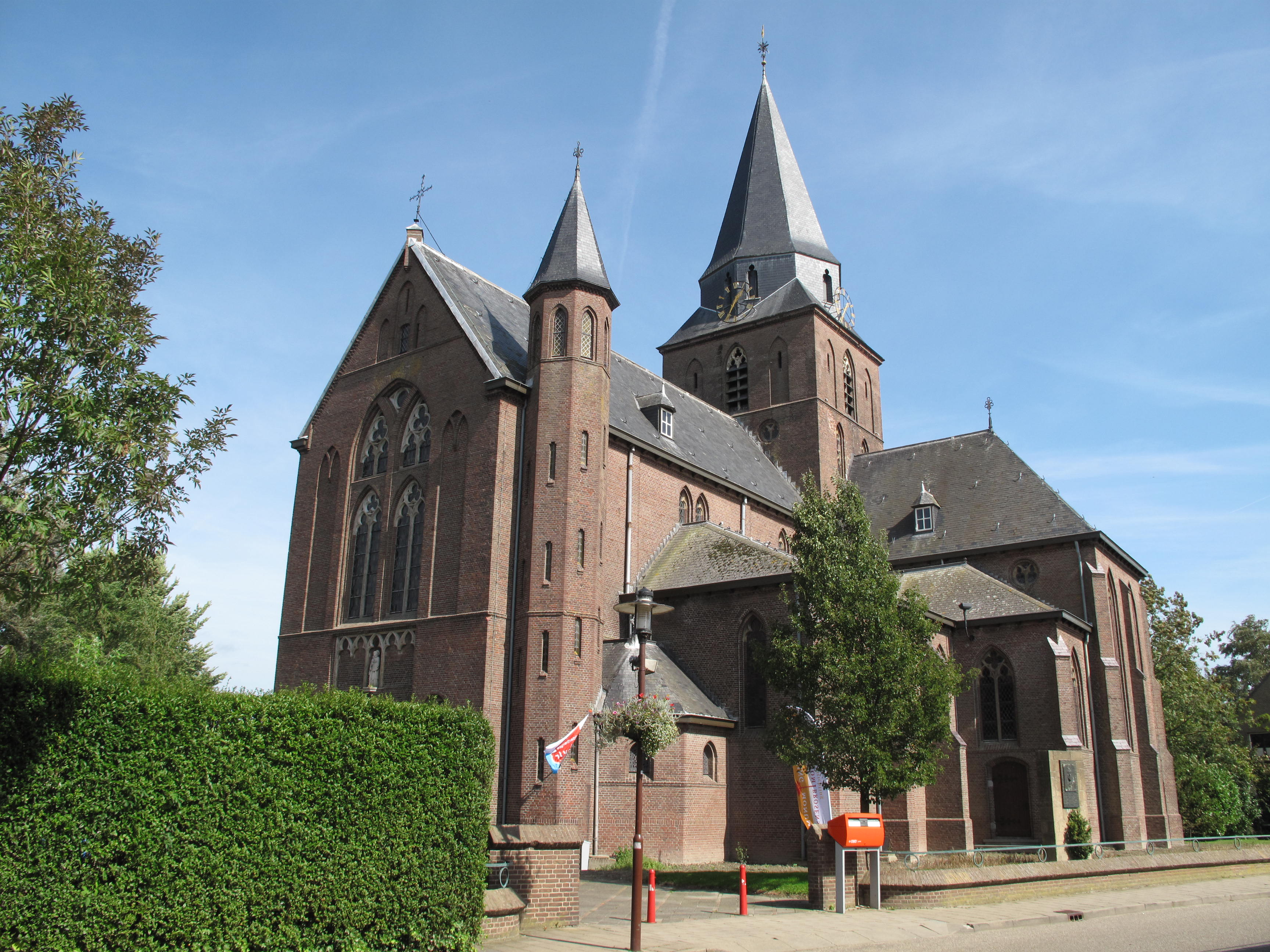
Martelaren van Gorcumkerk

De in 1924 ingewijde kerk werd ontworpen door Wolter te Riele. Ze verving een noodgebouw uit 1899, dat sinds de stichting van de parochie in gebruik was. Het is een driebeukige bakstenen kruisbasiliek die ontworpen is in de trant van de eveneens door hem ontworpen Jacobus de Meerderekerk te Lonneker. Het exterieur van het gebouw toont een centrale toren en een traditionalistische vormgeving, terwijl het interieur veel vrijer is vormgegeven en kenmerken van het baksteen expressionisme toont. Onder andere is met gewelfvormen en bakstenen versieringen geëxperimenteerd.

## Interieur
Het door Te Riele ontworpen altaar werd in 1944 door oorlogsgeweld gedeeltelijk vernield. In 1947 werd een nieuw altaar aangebracht, terwijl het oorspronkelijke altaar verplaatst werd naar de noordelijke koorkapel. Beide altaren zijn voorzien van reliëfvoorstellingen. Van belang zijn voorts de glas-in-loodramen. Die in het koor en de koorkapellen zijn tussen 1953 en 1956 vervaardigd door Jan Willemen en tonen religieuze voorstellingen. De overige ramen zijn soberder en stammen uit de bouwtijd van de kerk. Ze bevatten symbolische motieven en versieringen.

## Erevlag
In de kerk wordt de Europese erevlag bewaard die in 1987 aan de gemeente Oud en Nieuw Gastel werd uitgereikt ter gelegenheid van de contacten met Engeland, namelijk het Gloucestershire Regiment, dat de gemeente in 1944 bevrijd heeft, en de stad Cheltenham.